# Bäcklösa
Bäcklösa este o arie protejată (arie specială de conservare — SAC, sit de importanță comunitară — SCI) din Suedia întinsă pe o suprafață de 44,3 ha, integral pe uscat.

## Localizare
Centrul sitului Bäcklösa este situat la coordonatele 59°48′32″N 17°38′29″E / 59.809°N 17.6414°E.

## Înființare
Situl Bäcklösa a fost declarat sit de importanță comunitară în iunie 2001 pentru a proteja 1 specie de plante și 1 specie de animale. Situl a fost protejat și ca arie specială de conservare în martie 2011.

## Biodiversitate
Situată în ecoregiunea boreală, aria protejată conține 3 habitate naturale: Pășuni din zone de pădure fino-scandinave, Taiga vestică, Pajiști uscate seminaturale și facies de acoperire cu tufișuri pe substraturi calcaroase (Festuco-Brometalia) (* situri importante pentru orhidee).
La baza desemnării sitului se află mai multe specii protejate:
- plante (1): Buxbaumia viridis
- nevertebrate (1): Cucujus cinnaberinus